# Liste des puits situés à Firminy
Cet article liste les puits de mines et les fendues du bassin houiller de la Loire situés sur le territoire de Firminy.

## Liste des puits
| Nom du puits ou de la fendue | No  | Compagnie                            | Commune | Géolocalisation             |
| ---------------------------- | --- | ------------------------------------ | ------- | --------------------------- |
| Puits Adrienne               | 273 | Mines de Roche-la-Molière et Firminy | Firminy |                             |
| Puits Ban no 1               | 260 | Mines de Roche-la-Molière et Firminy | Firminy |                             |
| Fendue de la Barge no 1      |     |                                      | Firminy | 45° 23′ 53″ N, 4° 17′ 35″ E |
| Fendue de la Barge no 2      |     |                                      | Firminy | 45° 23′ 53″ N, 4° 17′ 37″ E |
| Puits Cambefort              | 263 | Mines de Roche-la-Molière et Firminy | Firminy |                             |
| Puits Charles                | 281 | Mines de Roche-la-Molière et Firminy | Firminy |                             |
| Puits Lachaux                | 256 | Mines de Roche-la-Molière et Firminy | Firminy |                             |
| Puits Latour                 | 269 | Mines de Roche-la-Molière et Firminy | Firminy |                             |
| Puits Layats                 | 271 | Mines de Roche-la-Molière et Firminy | Firminy |                             |
| Puits Malafolie no 2         | 261 | Mines de Roche-la-Molière et Firminy | Firminy |                             |
| Puits Monterrad no 1         | 258 | Mines de Roche-la-Molière et Firminy | Firminy |                             |
| Puits Monterrad no 2         | 259 | Mines de Roche-la-Molière et Firminy | Firminy |                             |
| Puits Saint Léon             | 277 | Mines de Roche-la-Molière et Firminy | Firminy |                             |
| Puits Soleil                 | 262 | Mines de Roche-la-Molière et Firminy | Firminy |                             |
| Puits Terrasson              | 274 | Mines de Roche-la-Molière et Firminy | Firminy |                             |